# August Rossbach
August Wilhelm Rossbach, född 26 augusti 1823 i Schmalkalden, död 23 juli 1898 i Breslau, var en tysk filolog. 
Rossbach var professor i klassisk filologi och arkeologi vid universitetet i Breslau. 
Han författade tillsammans med Rudolf Westphal arbetet Metrik der griechischen Dramatiker und Lyriker (1854-65; tredje upplagan 1885-87 under titeln "Theorie der musischen Künste der Hellenen"). 
Bland Rossbachs övriga arbeten kan nämnas Römische Hochzeits- und Ehedenkmäler (1871). 
Rossbachs son, Otto Rossbach, utgav 1900 en biografi över fadern.